# Museum-digital
museum-digital ist ein Projekt von Museen zur gemeinsamen digitalen Publikation und zunehmend Inventarisierung von Museumsdaten. Mit mittlerweile über 650.000 öffentlich verfügbaren Objekten in Deutschland und über 275.000 Objekten in Ungarn hat das Projekt seinen Schwerpunkt in diesen Ländern.

## Konzept
Mit museum-digital wird Museen die Möglichkeit gegeben, Informationen über Museumsobjekte im Internet zu zeigen. Die Plattform zeigt dabei sowohl Text- als auch Bildinformationen zu den Museumsobjekten. Beide Informationsquellen zusammen bilden das Digitalisat eines Objektes, diese sind frei und uneingeschränkt zugänglich. Eine Weiternutzung der bereitgestellten Informationen ist – entsprechend der rechtlichen Auszeichnung – möglich.
Der Einsatz von kontrollierten Vokabularen, Thesauri und Fachvokabularen gewährleistet die hohe Qualität der Suchergebnisse – auch über verschiedene museum-digital-Instanzen hinweg. Für die primären Sprachen der internationalen Instanzen bestehen eigene Datenbanken mit kontrollierten Vokabularen.
Museen aus verschiedenen Teilen Deutschlands haben sich über ihre jeweiligen regionalen Museumsverbände oder -initiativen zu eigenen Instanzen von museum-digital zusammengeschlossen. Diese regionalen Instanzen sind sodann über eine nationale Instanz gemeinsam durchsuchbar.
Jedem Museum steht es frei die digitalisierten Exponate seines Hauses über die Internet-Plattformen europeana oder Deutsche Digitale Bibliothek verfügbar zu machen. Diese Beteiligungen können auf Wunsch auch zentral von museum-digital koordiniert werden.
Anlass für die Entwicklung der Exportfunktionen war das Projekt Access to cultural heritage networks across Europe (ATHENA) und die nachfolgenden europäischen Aggregationsprojekte für Museumsdaten. Auf diesem Wege wurden bislang mehr als 14.000 museum-digital Objekte europeana zur Verfügung gestellt.

## Geschichte
Das Projekt begann im Jahr 2009 auf Initiative der AG Digitalisierung des Museumsverbands Sachsen-Anhalt.
Bis Oktober 2016 wurden weitere regionale museum-digital-Instanzen erstellt. Hinzugekommen sind auch internationale (Brasilien, Indonesien und Ungarn) sowie mit md:agrargeschichte eine thematische Instanz von museum-digital.
Das Projekt wird fachlich durch das Berliner Institut für Museumsforschung begleitet. Derzeit beteiligen sich 603 deutsche Museen an museum-digital, aus denen bereits über 320.000 Exponate präsentiert werden. Davon stammen mehr als 45.000 Objekte aus Museen in Sachsen-Anhalt. So wurde es kleinen Einrichtungen ermöglicht, sich direkt am Aufbau der Datenbank zu beteiligen. Dabei war es von Anfang an von zentraler Bedeutung, dass die Museen die vollständige Kontrolle über die online gestellten Inhalte behalten. Jedes Museum kann jederzeit selbständig seine Daten deaktivieren, aktualisieren, für eigene Zwecke im museum-digital oder im LIDO-XML-Format exportieren. Dabei wird ausschließlich freie Software eingesetzt.
In Sachsen-Anhalt und Rheinland-Pfalz wurde der Aufbau der museum-digital-Landesportale durch Finanzmittel der jeweiligen Länder unterstützt.

## Technik
Die verschiedenen Teile von museum-digital wurden und werden in PHP und JavaScript mithilfe von MySQL-Datenbanken programmiert. Um den Anforderungen von international verfügbarer und gebrauchter Software zu entsprechen, sind alle Teilprojekte mehrsprachig und mindestens in Deutsch und Englisch verfügbar.
Konzeptuell innovative technische Entwicklungen, etwa das Qualitätssicherungs-Tool PuQi oder die Übersichtsseiten für Beziehungen zwischen Personen anhand der über Museumsobjekte gewonnenen Daten, werden über Artikel und Vorträge in die wissenschaftliche Debatte zurückgetragen.
Die technische Entwicklung von museum-digital findet in zwei Haupt- und mehreren Nebenprojekten getrennt statt.

### Hauptprojekte

#### Ausgabe-Modul
Das Ausgabemodul stellt die primäre öffentliche Seite der einzelnen Instanzen von museum-digital dar. Mit Fokus auf die Veröffentlichung von Objekten werden hier die Daten der Museen veröffentlicht. Während sich das Programm anfangs auf die Darstellung von Objekt-, Museums- und Sammlungsdatensätzen beschränkte, bietet es nun auch Optionen zur Veröffentlichung und Verknüpfung von Ausstellungen, Objektgruppen und Veranstaltungen im Museum.

#### „musdb“
musdb ist das Eingabemodul von museum-digital. Während es sich entsprechend dem ursprünglichen Objektziel anfangs auf die Erfassung von Daten für die Veröffentlichung von Museumsobjekten fokussierte, bietet es heute viele Inventarisierungsfunktionen, etwa die Erfassung des Restaurierungszustandes von Objekten oder von Leihverkehren.

### Nebenprojekte

#### Themen-Modul
Das Themenmodul von museum-digital bietet die Möglichkeit Themenseiten und digitale Ausstellungen zu erfassen, die in erster Linie auf eine fortlaufende und strukturierte Erzählung ausgerichtet sind. Mit den einzelnen Abschnitten dieser Geschichte, bzw. einzelnen Unterthemen, können Objekte aus den verschiedenen Instanzen von museum-digital verknüpft werden.

#### „nodac“ und „md:term“
nodac ist das Programm, mit dem die kontrollierten Vokabulare von museum-digital bearbeitet werden. md:term bietet ein öffentliches Interface, um die kontrollierten Vokabulare zu sichten. Über JSON- und SKOS-Schnittstellen werden die kontrollierten Vokabulare der Öffentlichkeit in maschinenlesbarer Form zur Verfügung gestellt.

#### „Handbuch“
Im Handbuch sammeln die Projektteilnehmer Informationen zur Geschichte und Funktionsweise von museum-digital.